# SSC 얼티밋 에어로
SSC 얼티밋 에어로(영어: SSC Ultimate Aero)는 2004년에 프로토타입 모델로 최초로 출시되었다. 당초 782마력으로 설계되었다가 최고 속도 향상을 위해 908마력을 향상시켰다. 2006년에 코스 기록에서 페라리에서 제작된 엔초 페라리가 경신한 기록을 깼으며, 2007년 9월에 기네스 세계 기록에서 최고 속도 412km/h를 경신했으며 2010년 6월에 부가티 베이론 슈퍼스포츠가 최고 속도를 재경신 할 때까지 기네스북에 올랐다.

## 파생 모델

### SSC 얼티밋 에어로 TT
2007년에 출시된 모델로 SSC 얼티밋 에어로 차량의 트윈 차저 모델이다. 최고 속도의 경우 437km/h까지 주행이 가능하며, 2006년부터 2007년까지 24대만 생산되었다. 엔진은 쉐보레 콜벳 C5R 모델에 탑재된 V8형 엔진이 탑재되었고, 2009년 마이너 체인지로 V형 엔진이 탑재되었다.

### SSC 얼티밋 에어로 EV
2009년에 출시된 모델로 SSC 얼티밋 에어로 차량의 전기자동차 모델이다. 이 차량은 전기 모터를 탑재해 3단 자동변속기를 탑재한 것이 특징이다.
한편 SSC 노스아메리카는 가속 2.5초 안에 최고 속도 97km/h를 주행이 가능하며, 최고 속도의 경우 335km/h까지 주행이 가능하도록 설계했으나, 상용화는 되지 않았다.

### SSC 얼티밋 에어로 XT
2013년에 출시된 모델로 SSC 얼티밋 에어로 차량의 한정 모델이다. 이 차량은 개선형 차량으로 SSC 투아타라 모델의 기능을 추가한 것이 특징이다. 엔진은 V8형 엔진이 탑재되었고, 기존 SSC 얼티밋 에어로 모델과 달리 7단 패들 쉬프트 변속기가 적용되었고, 연료 및 제동 시스템과 냉각 기능이 개선되었다.

## 비디오 게임에서의 등장
- 아스팔트 8: 에어본 - SSC 얼티밋 에어로 XT